# Chajjim Drukman
Chajjim Me’ir Drukman (hebr. חיים דרוקמן, ur. 15 listopada 1932 w Kutach, zm. 25 grudnia 2022 w Jerozolimie) – izraelski rabin i polityk, poseł do Knesetu w latach 1977–1988 z listy Narodowej Partii Religijnej, założyciel i rosz jesziwa jesziwy Or Ecijon.

## Życiorys
Urodził i wychował się w Polsce. Przeżył Holocaust i w 1944 roku wyemigrował do Palestyny. Uczył się w Instytucie Alii w Petach Tikwie oraz w jesziwie organizacji Bene Akiwa w Kefar ha-Ro’e, skąd przeniósł się do jesziwy Merkaz Ha-Raw Kuk w Jerozolimie. W latach 1952–1956 był członkiem krajowej dyrekcji ruchu Bene Akiwa.
W wyborach do Knesetu w 1977 roku został wybrany posłem. Reelekcję zdobył w wyborach z 1981, 1984 i 1999 roku z list Mafdalu i Moraszy. W 1981 został wiceministrem w Ministerstwie ds. Religijnych.
W roku 1990 został dyrektorem Krajowego Urzędu Konwersji, zajmującego się procesami konwersji na judaizm. W 2008 roku jako przewodniczący bejt dinu sfałszował podpis na akcie konwersji, co wywołało halachiczną dyskusję co do legalności owego procesu. Mimo to Drukman pozostał na swoim stanowisku.
W 2012 został odznaczony Nagrodą Izraela.
Zmarł 25 grudnia 2022 roku, wskutek komplikacji COVID-19. Miał 90 lat. 